# Severne mađarske planine
Severne mađarske planine (poznate i kao Severoistočne mađarske planine) severni je planinski deo Mađarske. Formira jedinstvo sa predelom Matra-Slanec susedne Slovačke. To je posebno geomorfološko područje u okviru zapadnih Karpata. Prostire se duz severoistočne Mađarske i duž istočnog dela granice Mađarska-Slovačka.

## Opis
Severne mađarske planine započinju sa planinskim vencem Berženj i susreće se sa Transdunavske planinama.
Lanac Berženj je dugačak 600 km2 i uglavnom je vulkanskog porekla. Najviši vrh je Čovanjoš (938 m).
Sledeći venac prema istoku je Čerhat, sa istim geološkim sastavom kao Berženj. Erozija je ovde teža: ovde su samo brda i čine najniži deo severoistočnih planina. Najviši vrh je Nasalj (654 m).
Kekeš, najviši vrh u zemlji, ima 1014 metara nadmorske visine i nalazi se u vencu Matra. Međutim, prosečna visina venca je samo 600 metara, manje od susednog venca Bik. Matra je takođe vulkanskog porekla. Bik je krečnjački venac; ima najveću prosečnu visinu u Mađarskoj. Bogat je pećinama, od kojih su neke bile naseljene u drevnim vremenima.
Agtelek Karst je geološka formacija koje se prostire duž mađarsko-slovačke granice i ona je razlog za nastanak pećine Agtelek Karst (mesto svetske baštine) i mađarskog Agtelek nacionalnog parka. Najpoznatija mađarska pećina Baradla se nalazi tamo.